# Rossendale United FC
Rossendale United FC var en engelsk fotbollsklubb i Newchurch, grundad 1898 och upplöst 2011.